# 木樵のオーラヴ

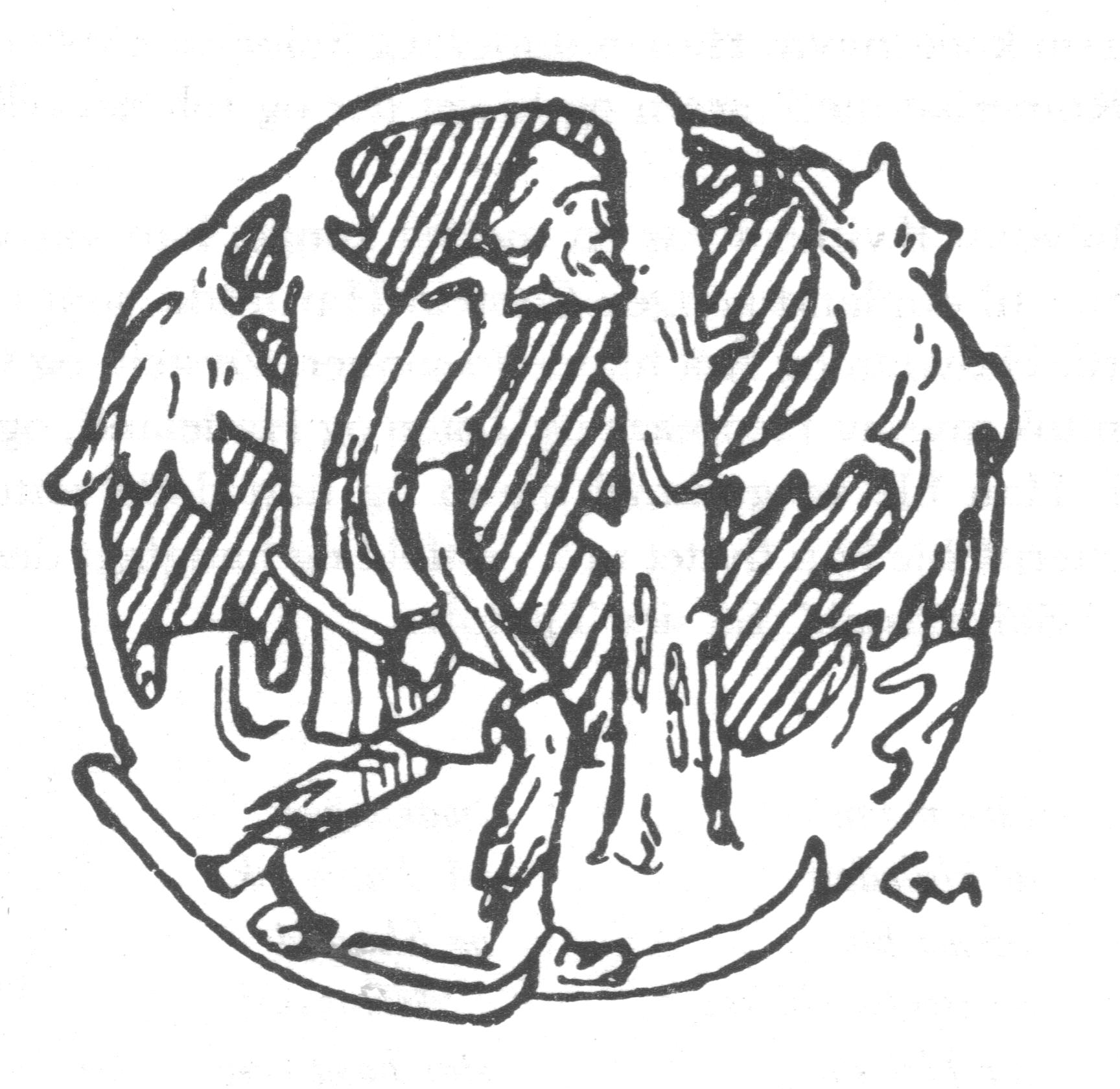
イェールハルド・ムンテが描いた木樵のオーラヴ

木樵のオーラヴ（きこりのオーラヴ、オーラーヴル・トレーテルギャ（古ノルド語: Óláfr trételgja）、スウェーデン語: Olof Trätälja、ノルウェー語: Olav Tretelgja、英語: Olaf Tree Fellerはいずれも「木を伐る者 オーラフ (Olaf Woodwhittler)」を意味する）は、『ユングリンガサガ』によると、ユングリング家の「邪しま」な支配者と呼ばれたスウェーデン王インギャルドの息子である。

## 『ユングリンガサガ』
スノッリ・ストゥルルソンは『ヘイムスクリングラ』の『ユングリンガサガ（ユングリング家のサガ）』において、以下のように書いている。
オーラヴの母はガウトヒルド (en) といい、西ガウトランドの王女で、母方の祖父はネーリーキの王の慧眼のオーラヴであった。
オーラヴの母は、西ガウトランドにいる養父のボーヴィ (Bove) の元へ送り、そこでオーラヴは、「略奪者」とあだ名されたサクシという名の乳兄弟と共に育った。
オーラヴが彼の父の死んだことを耳にした時、彼は自分に追従する人々を集め、ネーリーキにいる親戚のところへ行った。オーラヴの父が残虐であったことから、スウェーデン人達がユングリング家に敵対的になったためである。
オーラヴと彼の親類らがネーリーキで仲間を得ようとしたことをスウェーデン人達が知ると、オーラヴらは攻撃された。オーラヴ達は、木々深く山がちな森 (Kilsbergen) を通り抜けてヴェーネルン湖とクララルヴェン（現在そこにはカールスタードがある）の河口へ向かうべく西へ進路を向けた。ここに彼らは住み着き、土地を開墾した。間もなくオーラヴ達は、その場所全体がヴェルムランド地方と呼ばれる地域をつくり、快適に生活できるようになった。
オーラヴが土地を開墾していることをスウェーデン人達が知ると、彼らは面白がって、オーラヴを「木を伐る者」と呼んだ。オーラヴは、ソールエイヤルにいる金歯のハルヴダンの娘でソルヴェイグ (Solveig) という名の女性と結婚した。オーラヴとソルヴェイグは、インギャルド・オーラヴスソン) とハルヴダンという二人の息子を得た。ハルヴダンは母の叔父でソールエイヤルにいるソルヴィ (Sölve) の家庭で成長した。
王幅広イーヴァルとその非情な支配が原因で、多くのスウェーデン人がヴァルムランドへ移住し、とうとうその地方が彼らの生活を維持できなくなるほどに人口が増えた。国土は、スウェーデン人が王を非難するに至るほどの飢饉に悩まされた。それは、国土が豊かであることの責任は王にあるとみなす、スウェーデンの古くからの慣習だった（「ドーマルディ」を参照）。スウェーデン人達は、オーラヴが神への供儀を怠ったことを非難し、その事が飢饉の原因だと信じ込んだ。
スウェーデンからの移民達はオーラヴに反抗し、ヴェーネルン湖の畔にあった彼の館を取り囲み、彼が中にいる館ごと燃やした。このようにしてオーラヴは、彼の先祖であるドーマルディと同様に、オージンに生贄として捧げられた。

## 『ノルウェー史』と『ユングリンガ・タル』
しかしながら、飢饉と神への生贄のエピソードがオーラヴに関連づけられるのは『ユングリンガサガ』のみである。
『ノルウェー史』は、オーラヴが父の後を継いで、自身が死ぬまで平穏のうちにスウェーデン王として統治したことを伝えている。
| Ejus filius Olavus cognomento tretelgia diu et pacifice functus regno plenus dierum obiit in Swethia. | （仮訳）彼の息子、オーラヴは、樵として知られ、長きにわたって善政を敷き、天寿を全うしてスヴェアランドで死んだ。 |  |

『ユングリンガ・タル』での詩は、オーラヴがスヴェーア人の王子 (svía jöfri) で、そして彼は自身の館の中で焼かれてウップサラから消え去ったことを伝えていると考えられている。
| Ok við vág, viðar (telgju) hræ Ólafs hofgyldir svalg, ok glóðfjálgr gervar leysti sonr Fornjóts af Svía jöfri. Sá áttkonr frá Uppsölum Lofða kyns fyrir löngu hvarf. | （仮訳）オーラヴの体を炎が包み、このスヴェーア人の公子は鎧兜を剥ぎ取られた。高貴な一族はウップサラから遠く離れた所へ向かった。 |

## 『アイスランド人の書』
『アイスランド人の書』でも王の血統を列挙しているが、「嘘つき」のインギャルド後継および白足のハルヴダンの先代の王として、木樵のオーラヴの名を挙げている。
xxiii Ingjaldr inn illráði. xxiiii Óláfr trételgja. xxv Hálfdan hvítbeinn Upplendingakonungr
また、著者のアリ・ソルギルスソンによる序文では、ウップランド王・白足のハルヴダンがオーラヴの息子であることから始めて、ノルウェーの最初の王・ハラルド美髪王までの系譜を紹介している。
Hálfdan hvítbeinn Upplendingakonungr, sonr Óláfs trételgju Svíakonungs, ...

## 考古学
ヴェルムランド地方のByälven川の低い部分に沿って、三つの大きな塚がある。伝説は、その塚を木樵のオーラヴに帰属するものだと伝えている。さらに、この川とヴェーネルン湖の北岸の近くには、暴力的な時期があったことの証拠となる、たくさんのヒルフォート（土塁）がある。ヒルフォートの一つ、Villkorsbergetからの考古学的な発掘物は、これらがオーラヴのいた頃（510年 – 680年）に相当する時期に燃やされたことを示している。

### 一次資料
- 『ヘイムスクリングラ』
  - スノッリ・ストゥルルソン「ユングリンガサガ」『ヘイムスクリングラ - 北欧王朝史』 1巻、谷口幸男訳、プレスポート・北欧文化通信社〈1000点世界文学大系 北欧篇3〉、2008年10月、33-125頁。ISBN 978-4-938409-02-9。
- 『ノルウェー史』
  - 成川岳大「翻訳 『ヒストリア・ノルベジエ (ノルウェー史) Historia Norwegie』本文及び解題」『北欧史研究』第26号、バルト=スカンディナヴィア研究会、2009年9月、pp. 68-100、NAID 40016838889。
- 『ユングリンガ・タル』
  - 伊藤盡「アドルフ・ノレーン編 フヴィンのショーゾールヴル作『ユングリンガタル, あるいはイングリング列王詩』（中編）」『杏林大学外国語学部紀要』第21号、杏林大学外国語学部、2009年3月、pp. 117-126、NAID 40016533065。
- 『アイスランド人の書』
  - アリ・ソルギルスソン、中島和男訳 著「アイスランド人の書」、日本アイスランド学会編訳 編『サガ選集』東海大学出版会、1991年5月、1-19頁。ISBN 978-4-486-01152-1。
  - アリ・トルギルスソン 著、山室静 訳「附録 アイスランド人の書」『サガとエッダの世界 - アイスランドの歴史と文化』山室静著、社会思想社〈そしおぶっくす〉、1982年6月、226-253頁。全国書誌番号:82039023、NCID BN00329952。

### 二次資料
- ストレム, フォルケ『古代北欧の宗教と神話』菅原邦城訳、人文書院、1982年10月。ISBN 978-4-409-53003-0。